# Ladrillo refractario

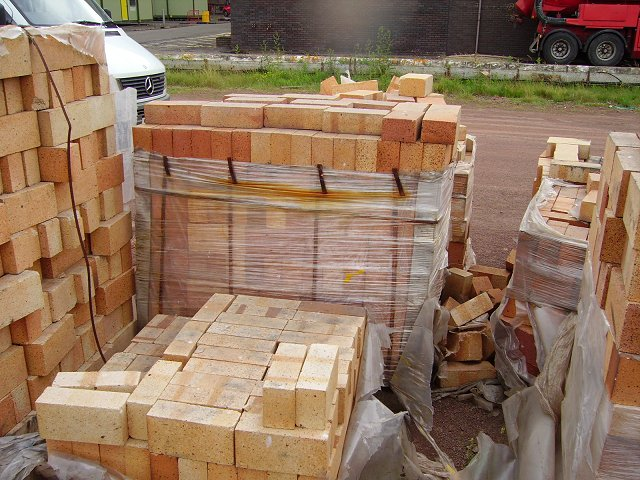
Ladrillos refractarios

El ladrillo refractario es un material cerámico que posee una serie de características especiales, lo que permite hacer un gran uso de este dentro de instalaciones industriales o en trabajos de estufas domésticas.
Las caras de estos ladrillos son lisas. Esta peculiar característica disminuye la adherencia con el mortero, logrando la resistencia a altas temperaturas y la abrasión. Por sus buenas propiedades térmicas este material es considerablemente costoso.

## Descripción
Los ladrillos refractarios actualmente son empleados para revestir calderas, ollas de aceración, parrillas, hornos rotatorios de cementeras, por mencionar algunas, en donde estos deben estar adheridos uno con otro con tierra refractaria y para lograr mejorar la firmeza del pegado también se puede agregar cemento; dándonos por resultado una mezcla que tendrá una apariencia barrosa; esta mezcla permite que el pegado en la tierra sea suficientemente resistente para los procesos.
El manejo de estos ladrillos no es tan simple como manejar ladrillos comunes, debido a que por sus mismas propiedades reacciona de manera explosiva con otros materiales que no sean los correctos. 
Al igual que la tierra refractaria, los ladrillos refractarios además de cumplir con su función de refractar, son excelentes contenedores de calor, es decir, mantienen el calor al que son expuestos durante sus diferentes usos.
Una de las peculiaridades de este tipo de material es que son fabricados en calidades variadas, dependiendo de la concentración de alúmina y con base en esta concentración el ladrillo resiste mayores temperaturas o puede ser usado para distintos medios. Las concentraciones van desde el 36% hasta el 99% de alúmina aunque también se puede emplear sílice.
Principalmente cuando se quiere recubrir hornos destinados para la fundición de acero, el tipo de ladrillo empleado es el de dióxido de silicio, en algunos casos cuando los ladrillos comienzan a licuarse estos trabajan con temperaturas superiores 3000 °F (1650 °C).
Para poder crear estos ladrillos es necesario que sus componentes estén expuestos a bajas presiones y que sean a su vez cocidos a temperaturas muy altas. Las excepciones a este proceso son aquellos ladrillos que son químicamente ligados, o los que utilizan el alquitrán, resina o gomo para permanecer aglutinados.

## Propiedades por contenido
Los ladrillos refractarios utilizados son de dos tipos dependiendo del contenido de arcilla con sílices o alúminas; también por su contenido en magnesita y otros componentes. Las propiedades de estos compuestos permiten que el ladrillo soporte estar a grandes temperaturas. Aunque el comportamiento de cada uno es muy propio del material.

### Ladrillos Refractarios con Alto Contenido en Alúmina
El coeficiente de dilatación térmica de este tipo de ladrillos es muy bajo. Gracias a esta propiedad los ladrillos están preparados para soportar elevadas temperaturas, sin presentar algún tipo de deformación o dilatación que modifiquen el desempeño del ladrillo después de su enfriamiento.
Como la arcilla necesaria para su fabricación es muy poca, y el contenido de alúmina (material costoso) es grande, el precio en el mercado de estos ladrillos es alto.

### Ladrillos Refractarios con Alto Contenido de Sílice
Al igual que los anteriores, estos ladrillos están diseñados para estar expuestos a altas temperaturas, sin embargo, cuando estos son sometidos a fases alternativas o continuas de calor a frío suelen dilatarse de manera considerable para su uso industrial. Y estos continuos cambios de temperatura, así como de forma, afectan el ladrillo de tal forma que este termina por desintegrarse. Este tipo de ladrillo es muy útil en zonas en donde las temperaturas a las que se expone son altas continuas.

## Características
- El color que adoptan estos ladrillos se debe al proceso de fabricación, pueden ser amarronados o pardo blancuzcos.

- Piezas de alta densidad.

- Poseen textura lisa y homogénea.

- Baja conductividad térmica.

- Alto punto de fusión.

## Cortes
Por el uso a que se destine el ladrillo se le pueden dar diferentes cortes durante la fabricación entre los que destacan:
- Rectangular

- Dovela

- Canto

- Teja

- Dovela punta